# تابو تاتو
تابو تاتو (باليابانية: タブー・タトゥー، بالروماجي: Taboo Tattoo) هي سلسلة مانغا يابانية من تأليف ورسم شينجيرو، نشرت من قبل ميديا فاكتوري في مجلة كومك ألايف الشهرية، منذ نوفمبر عام 2009 حتى يونيو عام 2017، وتكون 13 مجلدًا. أنتجت إلى مسلسل أنمي تلفزيوني من قبل استوديو جاي سي ستاف، عرض الأنمي في 4 يوليو عام 2016 واستمر عرضه حتى 19 سبتمبر عام 2016، وتكون من 12 حلقة.

## القصة
تدور أحداث القصة عن فتى اسمه سيغي الذي ينقذ رجلًا متسولًا، فيعطيه الرجل وشمًا غريبًا كهدية.

## الشخصيات
جاستيس أكاتسوكا / سيغي (باليابانية: 赤塚 正義، بالروماجي: Akatsuka Jasutisu)
أداء صوتي: ماكوتو فوروكاوا
بلوزى فروسي/ ليزي (باليابانية: ブリージィ・フルージィ ، بالروماجي: Burījii Furūjii)
أداء صوتي: ميكاكو كوماتسو
توكو إيتشينوسي (باليابانية: 一ノ瀬 桃子، بالروماجي: Ichinose Tōko)
أداء صوتي: تشيكا أنزاي
توم شريدفيلد (باليابانية: トム＝シュレッドフィールド، بالروماجي: Tomu Shureddofīrudo)
أداء صوتي: توموكازو سوغيتا
ليزا لوفلوك (باليابانية: リサ・ラブロック، بالروماجي: Risa Raburokku)
أداء صوتي: إيري كيتامورا
الكولونيل ساندرز (باليابانية: サンダース، بالروماجي: Sandāsu)
أداء صوتي: تيشو غيندا
سوها تاماكي (باليابانية: 玉城 走破، بالروماجي: Tamaki Souha)
أداء صوتي: نوبويوكي هياما
براد بلاكستون (باليابانية: ブラッド・ブラックストーン، بالروماجي: Buraddo Burakkusutōn)
أداء صوتي: توشيوكي موريكاوا
البروفيسور وايزمان (باليابانية: ワイズマン، بالروماجي: Waizuman)
أداء صوتي: شو هايامي
أرياباتا / آريا (باليابانية: アリヤバータ، بالروماجي: Ariyabāta)
أداء صوتي: أكاري كيتو
التوميش Il (باليابانية: イルトゥトゥミシュ، بالروماجي: Irututumishu)
أداء صوتي: شيوري إيزاوا
كال شيكر (باليابانية: カル・シェーカル، بالروماجي: Karu Shēkaru)
أداء صوتي: هيتومي ناباتامي
آر آر لوركر (باليابانية: R・R・ラーカー، بالروماجي: Āru Āru Rākā)
أداء صوتي: كينجيرو تسودا
كوجوري (باليابانية: クジュリ، بالروماجي: Kujuri)
أداء صوتي: آي كايانو

## وصلات خارجية
- موقع المانغا الرسمي على موقع ميديا فاكتوري باللغة اليابانية
- موقع الأنمي الرسمي باللغة اليابانية
- موقع المانغا الرسمي على موقع Hachette Book Group باللغة الإنجليزية
- تابو تاتو على موقع ANN manga (الإنجليزية)